# 2737 Kotka
För andra betydelser, se Kotka (olika betydelser).
2737 Kotka eller 1938 DU är en asteroid i huvudbältet som upptäcktes den 22 februari 1938 av den finske astronomen Yrjö Väisälä vid Storheikkilä observatorium. Den är uppkallad efter staden Kotka i Finland.
Asteroiden har en diameter på ungefär 12 kilometer.